# Jake LaMotta vs. Sugar Ray Robinson
Jake LaMotta vs. Sugar Ray Robinson, conosciuto anche come "Saint Valentine's Day Massacre" ("Il massacro di San Valentino"), è stato un incontro di pugilato disputatosi il 14 febbraio 1951 
presso il Chicago Stadium negli Stati Uniti, davanti a un pubblico di 14 802 spettatori. Fu il sesto ed ultimo confronto tra i due pugili, valevole per il titolo mondiale dei pesi medi. Proprio perché tenutosi nel giorno di San Valentino e per l'estrema violenza, l'incontro è passato alla storia della boxe come la versione pugilistica della "Strage di San Valentino" del 1929. Negli ultimi round, LaMotta subì una punizione durissima e presto non fu più in grado di difendersi dai colpi di Robinson, ma nonostante questo si rifiutò di andare al tappeto. Robinson vinse per KO tecnico alla tredicesima ripresa, quando l'incontro fu interrotto con LaMotta, sfinito, abbandonato sulle corde. Pur conquistando il titolo per la seconda volta e avendo vinto cinque dei loro sei confronti, Robinson, tuttavia, non riuscì mai a mandare LaMotta al tappeto in carriera.
Robinson era dato per favorito 3 a 1. Gli incassi generati dal match furono di circa 180 619 dollari. LaMotta, ebbe il 45% dei ricavi, con una borsa di 62 522 dollari più altri 1 500 in diritti televisivi. A Robinson, andarono 20 840 dollari più 1 500 in diritti tv per la trasmissione dell'incontro.
La rivalità Robinson-LaMotta è stata al centro del film Toro scatenato di Martin Scorsese (1980). Si dice che una volta LaMotta abbia detto: «Ho combattuto così spesso con Sugar Ray, che mi è quasi venuto il diabete».

## Contesto
Quando Jake LaMotta e Ray Robinson si trovarono di nuovo uno contro l'altro per disputare l'ultimo dei 6 match che li videro rivali, molte cose erano cambiate. LaMotta aveva strappato la cintura di campione mondiale dei pesi medi a Marcel Cerdan, aveva difeso con successo il titolo contro Tiberio Mitri ed aveva ottenuto una sensazionale vittoria contro Laurent Dauthuille, mettendolo KO al quindicesimo round mentre era sotto ai punti. Ray Robinson nel frattempo era entrato in possesso del titolo mondiale dei pesi welter e lo aveva difeso in più occasioni. Tra una difesa e l'altra, Sugar Ray continuava a non disdegnare match senza titolo in palio contro pesi medi, incurante della differenza di stazza, preparandosi così all'impresa di diventare campione anche nella categoria superiore.

## L'incontro
Memore delle precedenti sconfitte ai punti, Jake decise di accantonare la propria tradizionale partenza lenta dando tutto sé stesso fin dal primo round. Al termine dell'ottava ripresa la United Press aveva assegnato sei round a LaMotta e due allo sfidante; altri osservatori, tra cui i giudici ufficiali a bordo ring, avevano punteggi differenti, favorevoli a Robinson, ma la sensazione di equilibrio era tangibile. Robinson controllò LaMotta per i primi dieci round, tenendolo a distanza e limitando i danni, rispondendo colpo su colpo per poi passare al contrattacco mettendo a segno una serie di selvagge combinazioni di colpi sull'avversario nelle successive tre riprese. Uno stremato LaMotta, sebbene ottimo incassatore, non riuscì a resistere alla violenza dei colpi subiti e non fu più in grado di difendersi causando l'interruzione del match da parte dell'arbitro Frank Sikora. Fu la prima sconfitta per TKO di LaMotta in 95 incontri da professionista. Per la precisione, LaMotta aveva già perso un match per knockout contro Billy Fox in precedenza. Tuttavia, l'incontro era stato una combine per sua stessa ammissione, e il pugile era stato multato per aver lasciato vincere Fox. Tale ammissione svelò a qual punto era arrivata la malavita nel controllo della boxe.

### Arbitro e giudici
- Arbitro: Frank Sikora
- Giudice: Franklin Spike McAdams
- Giudice: Ed Klein

## Conseguenze
Dopo la sconfitta, Jake LaMotta salì di categoria nei mediomassimi. Aveva però un fisico troppo minuto per essere competitivo nella nuova categoria. Nel 1952, fu messo KO da Danny Nardico. Dopo aver combattuto ulteriori tre match (due vinti e uno perso), si ritirò dal ring nel 1954. Sugar Ray Robinson, invece, restò sulla cresta dell'onda ancora per molti anni. Perse il titolo dei medi alla prima difesa, perdendo sorprendentemente con Randy Turpin a Londra. Il match si disputò nel mezzo di una tournée europea che vide Robinson concedersi qualche distrazione di troppo, per poi pagarne il conto davanti a Turpin. Nella rivincita, disputatasi a New York, Turpin subì un terrificante KO. Dopo due difese vittoriose del titolo, una delle quali con Rocky Graziano (il 16 aprile 1952), Robinson salì nei mediomassimi per sfidarne il campione, Joey Maxim. A causa di un malore dovuto al caldo, era giugno e c'erano circa 39 °C, Robinson fu costretto a ritirarsi dopo il tredicesimo round, sebbene fosse in vantaggio. Dopo quel match annunciò il suo ritiro. Solo due anni più tardi tornò però a combattere per motivi economici. Dimostrò di essere ancora il migliore: tra vittorie e sconfitte, sempre con rivali di alto spessore, entrò nella storia come l'unico pugile ad aver vinto il titolo mondiale dei pesi medi per cinque volte.